# Gaußscher Kettenbruch
In der komplexen Analysis ist der Gaußsche Kettenbruch eine bestimmte Klasse von Kettenbrüchen, die von hypergeometrischen Funktionen abgeleitet ist. Es war einer der ersten analytischen Kettenbrüche, die der Mathematik bekannt waren, und es kann verwendet werden, um mehrere wichtige elementare Funktionen sowie einige der komplizierteren transzendenten Funktionen darzustellen.

## Geschichte
Johann Heinrich Lambert veröffentlichte 1768 mehrere Beispiele für fortgesetzte Brüche in dieser Form, und sowohl Euler als auch Lagrange untersuchten ähnliche Konstruktionen, aber es war Carl Friedrich Gauß, der 1813 die im nächsten Abschnitt beschriebene Algebra verwendete, um die allgemeine Form dieses Kettenbruchs abzuleiten.
Obwohl Gauß die Form dieses Kettenbruchs angab, lieferte er keinen Beweis für seine Konvergenzeigenschaften. Bernhard Riemann und L.W. Thomé erzielten teilweise Ergebnisse, aber der endgültige Beweis über die Region, in welcher der Kettenbruch konvergiert, wurde erst 1901 von Edward Burr Van Vleck gegeben.

## Herleitung
Lassen wir {\displaystyle f_{0},\,f_{1},\,f_{2},\,\dots } sequentiell-analytische Funktionen sein, so dass folgt
{\displaystyle f_{i-1}-f_{i}=k_{i}\,z\,f_{i+1}}
für alle {\displaystyle i>0}, wobei {\displaystyle k_{i}} eine Konstante ist.
Dann
{\displaystyle {\frac {f_{i-1}}{f_{i}}}=1+k_{i}z{\frac {f_{i+1}}{f_{i}}}{\text{ und }}{\frac {f_{i}}{f_{i-1}}}={\frac {1}{1+k_{i}z{\frac {f_{i+1}}{f_{i}}}}}}
Setzen wir {\displaystyle g_{i}=f_{i}/f_{i-1},}
{\displaystyle g_{i}={\frac {1}{1+k_{i}zg_{i+1}}},}
Also
{\displaystyle g_{1}={\frac {f_{1}}{f_{0}}}={\cfrac {1}{1+k_{1}zg_{2}}}={\cfrac {1}{1+{\cfrac {k_{1}z}{1+k_{2}zg_{3}}}}}={\cfrac {1}{1+{\cfrac {k_{1}z}{1+{\cfrac {k_{2}z}{1+k_{3}zg_{4}}}}}}}=\cdots .\ }
Via der Wiederholung dessen dies ad infinitum wird der Kettenbruchausdruck erzeugt
{\displaystyle {\frac {f_{1}}{f_{0}}}={\cfrac {1}{1+{\cfrac {k_{1}z}{1+{\cfrac {k_{2}z}{1+{\cfrac {k_{3}z}{1+{}\ddots }}}}}}}}}
In den Kettenbrüchen von Gauß, die Funktion {\displaystyle f_{i}} ist eine hypergeometrische Funktion der Form {\displaystyle {}_{0}F_{1}}, {\displaystyle {}_{1}F_{1}}, und {\displaystyle {}_{2}F_{1}}, und den Gleichungen {\displaystyle f_{i-1}-f_{i}=k_{i}zf_{i+1}} entstehen Identitäten zwischen Funktionen, bei denen sich die Parameter um ganzzahlige Beträge unterscheiden. Diese Identitäten können auf verschiedene Arten bewiesen werden, zum Beispiel durch Erweitern der Reihe und Vergleichen von Koeffizienten oder durch Ableiten auf verschiedene Arten und Eliminieren aus den erzeugten Gleichungen.

### Die Reihe0F1
Der einfachste Fall ist
{\displaystyle \,_{0}F_{1}(a;z)=1+{\frac {1}{a\,1!}}z+{\frac {1}{a(a+1)\,2!}}z^{2}+{\frac {1}{a(a+1)(a+2)\,3!}}z^{3}+\cdots .}
Beginnend mit der Identität
{\displaystyle \,_{0}F_{1}(a-1;z)-\,_{0}F_{1}(a;z)={\frac {z}{a(a-1)}}\,_{0}F_{1}(a+1;z),}
wir nutzen
{\displaystyle f_{i}={}_{0}F_{1}(a+i;z),\,k_{i}={\tfrac {1}{(a+i)(a+i-1)}},}
was impliziert
{\displaystyle {\frac {\,_{0}F_{1}(a+1;z)}{\,_{0}F_{1}(a;z)}}={\cfrac {1}{1+{\cfrac {{\frac {1}{a(a+1)}}z}{1+{\cfrac {{\frac {1}{(a+1)(a+2)}}z}{1+{\cfrac {{\frac {1}{(a+2)(a+3)}}z}{1+{}\ddots }}}}}}}}}
oder
{\displaystyle {\frac {\,_{0}F_{1}(a+1;z)}{a\,_{0}F_{1}(a;z)}}={\cfrac {1}{a+{\cfrac {z}{(a+1)+{\cfrac {z}{(a+2)+{\cfrac {z}{(a+3)+{}\ddots }}}}}}}}.}
Dieser Kettenbruch konvergiert gegen die meromorphe Funktion, die durch das Verhältnis der beiden konvergenten Reihen definiert ist (vorausgesetzt natürlich, dass a weder Null noch eine negative ganze Zahl ist).

### Die Reihe1F1
Der nächste Fall enthält
{\displaystyle {}_{1}F_{1}(a;b;z)=1+{\frac {a}{b\,1!}}z+{\frac {a(a+1)}{b(b+1)\,2!}}z^{2}+{\frac {a(a+1)(a+2)}{b(b+1)(b+2)\,3!}}z^{3}+\cdots }
für den die zwei Identitäten
{\displaystyle \,_{1}F_{1}(a;b-1;z)-\,_{1}F_{1}(a+1;b;z)={\frac {(a-b+1)z}{b(b-1)}}\,_{1}F_{1}(a+1;b+1;z)}
{\displaystyle \,_{1}F_{1}(a;b-1;z)-\,_{1}F_{1}(a;b;z)={\frac {az}{b(b-1)}}\,_{1}F_{1}(a+1;b+1;z)}
abwechselnd verwendet werden.
Definieren wir
{\displaystyle f_{0}(z)=\,_{1}F_{1}(a;b;z),}
{\displaystyle f_{1}(z)=\,_{1}F_{1}(a+1;b+1;z),}
{\displaystyle f_{2}(z)=\,_{1}F_{1}(a+1;b+2;z),}
{\displaystyle f_{3}(z)=\,_{1}F_{1}(a+2;b+3;z),}
{\displaystyle f_{4}(z)=\,_{1}F_{1}(a+2;b+4;z),}
und so weiter.
Das gibt {\displaystyle f_{i-1}-f_{i}=k_{i}zf_{i+1}}, wobei {\displaystyle k_{1}={\tfrac {a-b}{b(b+1)}},k_{2}={\tfrac {a+1}{(b+1)(b+2)}},k_{3}={\tfrac {a-b-1}{(b+2)(b+3)}},k_{4}={\tfrac {a+2}{(b+3)(b+4)}}}, was folgert
{\displaystyle {\frac {{}_{1}F_{1}(a+1;b+1;z)}{{}_{1}F_{1}(a;b;z)}}={\cfrac {1}{1+{\cfrac {{\frac {a-b}{b(b+1)}}z}{1+{\cfrac {{\frac {a+1}{(b+1)(b+2)}}z}{1+{\cfrac {{\frac {a-b-1}{(b+2)(b+3)}}z}{1+{\cfrac {{\frac {a+2}{(b+3)(b+4)}}z}{1+{}\ddots }}}}}}}}}}}
oder
{\displaystyle {\frac {{}_{1}F_{1}(a+1;b+1;z)}{b{}_{1}F_{1}(a;b;z)}}={\cfrac {1}{b+{\cfrac {(a-b)z}{(b+1)+{\cfrac {(a+1)z}{(b+2)+{\cfrac {(a-b-1)z}{(b+3)+{\cfrac {(a+2)z}{(b+4)+{}\ddots }}}}}}}}}}}
Ähnlich
{\displaystyle {\frac {{}_{1}F_{1}(a;b+1;z)}{{}_{1}F_{1}(a;b;z)}}={\cfrac {1}{1+{\cfrac {{\frac {a}{b(b+1)}}z}{1+{\cfrac {{\frac {a-b-1}{(b+1)(b+2)}}z}{1+{\cfrac {{\frac {a+1}{(b+2)(b+3)}}z}{1+{\cfrac {{\frac {a-b-2}{(b+3)(b+4)}}z}{1+{}\ddots }}}}}}}}}}}
oder
{\displaystyle {\frac {{}_{1}F_{1}(a;b+1;z)}{b{}_{1}F_{1}(a;b;z)}}={\cfrac {1}{b+{\cfrac {az}{(b+1)+{\cfrac {(a-b-1)z}{(b+2)+{\cfrac {(a+1)z}{(b+3)+{\cfrac {(a-b-2)z}{(b+4)+{}\ddots }}}}}}}}}}}
Da {\displaystyle {}_{1}F_{1}(0;b;z)=1}, würde das substituieren von a zu 0 und b + 1 zu b zu den vereinfachten Spezialfall des Kettenbruchs führen:
{\displaystyle {}_{1}F_{1}(1;b;z)={\cfrac {1}{1+{\cfrac {-z}{b+{\cfrac {z}{(b+1)+{\cfrac {-bz}{(b+2)+{\cfrac {2z}{(b+3)+{\cfrac {-(b+1)z}{(b+4)+{}\ddots }}}}}}}}}}}}}

### Die Reihe2F1
Der finale Fall enthält
{\displaystyle {}_{2}F_{1}(a,b;c;z)=1+{\frac {ab}{c\,1!}}z+{\frac {a(a+1)b(b+1)}{c(c+1)\,2!}}z^{2}+{\frac {a(a+1)(a+2)b(b+1)(b+2)}{c(c+1)(c+2)\,3!}}z^{3}+\cdots .\,}
Nochmals, zwei Identitäten.
{\displaystyle \,_{2}F_{1}(a,b;c-1;z)-\,_{2}F_{1}(a+1,b;c;z)={\frac {(a-c+1)bz}{c(c-1)}}\,_{2}F_{1}(a+1,b+1;c+1;z),}
{\displaystyle \,_{2}F_{1}(a,b;c-1;z)-\,_{2}F_{1}(a,b+1;c;z)={\frac {(b-c+1)az}{c(c-1)}}\,_{2}F_{1}(a+1,b+1;c+1;z).}
Diese sind essentiell gleich für wechselnde a und b.
Definieren wir
{\displaystyle f_{0}(z)=\,_{2}F_{1}(a,b;c;z),}
{\displaystyle f_{1}(z)=\,_{2}F_{1}(a+1,b;c+1;z),}
{\displaystyle f_{2}(z)=\,_{2}F_{1}(a+1,b+1;c+2;z),}
{\displaystyle f_{3}(z)=\,_{2}F_{1}(a+2,b+1;c+3;z),}
{\displaystyle f_{4}(z)=\,_{2}F_{1}(a+2,b+2;c+4;z),}
und so weiter.
Das gibt {\displaystyle f_{i-1}-f_{i}=k_{i}zf_{i+1}}, wobei {\displaystyle k_{1}={\tfrac {(a-c)b}{c(c+1)}},k_{2}={\tfrac {(b-c-1)(a+1)}{(c+1)(c+2)}},k_{3}={\tfrac {(a-c-1)(b+1)}{(c+2)(c+3)}},k_{4}={\tfrac {(b-c-2)(a+2)}{(c+3)(c+4)}}}, was folgert
{\displaystyle {\frac {{}_{2}F_{1}(a+1,b;c+1;z)}{{}_{2}F_{1}(a,b;c;z)}}={\cfrac {1}{1+{\cfrac {{\frac {(a-c)b}{c(c+1)}}z}{1+{\cfrac {{\frac {(b-c-1)(a+1)}{(c+1)(c+2)}}z}{1+{\cfrac {{\frac {(a-c-1)(b+1)}{(c+2)(c+3)}}z}{1+{\cfrac {{\frac {(b-c-2)(a+2)}{(c+3)(c+4)}}z}{1+{}\ddots }}}}}}}}}}}
oder
{\displaystyle {\frac {{}_{2}F_{1}(a+1,b;c+1;z)}{c{}_{2}F_{1}(a,b;c;z)}}={\cfrac {1}{c+{\cfrac {(a-c)bz}{(c+1)+{\cfrac {(b-c-1)(a+1)z}{(c+2)+{\cfrac {(a-c-1)(b+1)z}{(c+3)+{\cfrac {(b-c-2)(a+2)z}{(c+4)+{}\ddots }}}}}}}}}}}
Da {\displaystyle {}_{2}F_{1}(0,b;c;z)=1}, würde das substituieren von a zu 0 und c + 1 zu c zu den vereinfachten Spezialfall des Kettenbruchs führen:
{\displaystyle {}_{2}F_{1}(1,b;c;z)={\cfrac {1}{1+{\cfrac {-bz}{c+{\cfrac {(b-c)z}{(c+1)+{\cfrac {-c(b+1)z}{(c+2)+{\cfrac {2(b-c-1)z}{(c+3)+{\cfrac {-(c+1)(b+2)z}{(c+4)+{}\ddots }}}}}}}}}}}}}

## Anwendungsbeispiele

### Die Reihe0F1
Es ist bekannt, dass
{\displaystyle \cosh(z)=\,_{0}F_{1}({\tfrac {1}{2}};{\tfrac {z^{2}}{4}}),}
{\displaystyle \sinh(z)=z\,_{0}F_{1}({\tfrac {3}{2}};{\tfrac {z^{2}}{4}}),}
woraus der Kettenbruch folgt
{\displaystyle \tanh(z)={\frac {z\,_{0}F_{1}({\tfrac {3}{2}};{\tfrac {z^{2}}{4}})}{\,_{0}F_{1}({\tfrac {1}{2}};{\tfrac {z^{2}}{4}})}}={\cfrac {z/2}{{\tfrac {1}{2}}+{\cfrac {\tfrac {z^{2}}{4}}{{\tfrac {3}{2}}+{\cfrac {\tfrac {z^{2}}{4}}{{\tfrac {5}{2}}+{\cfrac {\tfrac {z^{2}}{4}}{{\tfrac {7}{2}}+{}\ddots }}}}}}}}={\cfrac {z}{1+{\cfrac {z^{2}}{3+{\cfrac {z^{2}}{5+{\cfrac {z^{2}}{7+{}\ddots }}}}}}}}.}
Dieser spezielle Kettenbruch ist auch bekannt als Lambertscher Kettenbruch und wir zurück auf 1768 datiert.
Damit folgt, dass
{\displaystyle \tan(z)={\cfrac {z}{1-{\cfrac {z^{2}}{3-{\cfrac {z^{2}}{5-{\cfrac {z^{2}}{7-{}\ddots }}}}}}}}.}
Die Reihenentwicklung des {\displaystyle \tanh } kann z. B. genutzt werden um zu zeigen, dass {\displaystyle e^{n}} für alle ganzen {\displaystyle n} irrational ist (was jedoch nicht ausreicht um zu zeigen, dass {\displaystyle e} transzendent ist). Die Reihenentwicklung des {\displaystyle \tan } wurde sowohl von Lambert als auch Legendre genutzt um zu beweisen, dass pi irrational ist.
Die Bessel-Funktion {\displaystyle J_{\nu }} kann umgeschrieben werden zu
{\displaystyle J_{\nu }(z)={\frac {({\tfrac {1}{2}}z)^{\nu }}{\Gamma (\nu +1)}}\,_{0}F_{1}(\nu +1;-{\frac {z^{2}}{4}}),}
woraus der Kettenbruch folgt
{\displaystyle {\frac {J_{\nu }(z)}{J_{\nu -1}(z)}}={\cfrac {z}{2\nu -{\cfrac {z^{2}}{2(\nu +1)-{\cfrac {z^{2}}{2(\nu +2)-{\cfrac {z^{2}}{2(\nu +3)-{}\ddots }}}}}}}}.}
Diese Formeln gelten auch für {\displaystyle z\in \mathbb {C} }.
Mit {\displaystyle e^{z}={}_{1}F_{1}(1;1;z)}, {\displaystyle 1/e^{z}=e^{-z}} folgt
{\displaystyle e^{z}={\cfrac {1}{1+{\cfrac {-z}{1+{\cfrac {z}{2+{\cfrac {-z}{3+{\cfrac {2z}{4+{\cfrac {-2z}{5+{}\ddots }}}}}}}}}}}}}
{\displaystyle e^{z}=1+{\cfrac {z}{1+{\cfrac {-z}{2+{\cfrac {z}{3+{\cfrac {-2z}{4+{\cfrac {2z}{5+{}\ddots }}}}}}}}}}.}
Was mit ein wenigen Umformungen zu einem simpleren Kettenbruch für {\displaystyle e} führt,
{\displaystyle e=2+{\cfrac {1}{1+{\cfrac {1}{2+{\cfrac {1}{1+{\cfrac {1}{1+{\cfrac {1}{4+{}\ddots }}}}}}}}}}}
Die Fehlerfunktion {\displaystyle \operatorname {erf} }, definiert durch
{\displaystyle \operatorname {erf} (z)={\frac {2}{\sqrt {\pi }}}\int _{0}^{z}e^{-t^{2}}\,dt,}
kann ebenso in Termen von Kummers hypergeometrischen Funktionen (auch bekannt als konfluente hypergeometrische Funktion) geschrieben werden:
{\displaystyle \operatorname {erf} (z)={\frac {2z}{\sqrt {\pi }}}e^{-z^{2}}\,_{1}F_{1}(1;{\scriptstyle {\frac {3}{2}}};z^{2}).}
Unter der Verwendung des Kettenbruchs von Gauß kann ein nützlicher Kettenbruch gefunden werden, welcher für alle {\displaystyle z\in \mathbb {C} } gilt:
{\displaystyle {\frac {\sqrt {\pi }}{2}}e^{z^{2}}\operatorname {erf} (z)={\cfrac {z}{1-{\cfrac {z^{2}}{{\frac {3}{2}}+{\cfrac {z^{2}}{{\frac {5}{2}}-{\cfrac {{\frac {3}{2}}z^{2}}{{\frac {7}{2}}+{\cfrac {2z^{2}}{{\frac {9}{2}}-{\cfrac {{\frac {5}{2}}z^{2}}{{\frac {11}{2}}+{\cfrac {3z^{2}}{{\frac {13}{2}}-{\cfrac {{\frac {7}{2}}z^{2}}{{\frac {15}{2}}+-\ddots }}}}}}}}}}}}}}}}.}
Eine ähnliche Argumentation kann für die Fresnel-Integrale, für die Dawson-Funktion, und die unvollständige Gammafunktion geführt werden. Eine einfachere Version des Arguments ergibt zwei nützliche Kettenbrucherweiterungen der Exponentialfunktionen.

### Die Reihe2F1
Von
{\displaystyle (1-z)^{-b}={}_{1}F_{0}(b;;z)=\,_{2}F_{1}(1,b;1;z),}
{\displaystyle (1-z)^{-b}={\cfrac {1}{1+{\cfrac {-bz}{1+{\cfrac {(b-1)z}{2+{\cfrac {-(b+1)z}{3+{\cfrac {2(b-2)z}{4+{}\ddots }}}}}}}}}}}
Es ist leicht zu zeigen, dass die Taylorreihenentwicklung des Arkustangens um 0 gegeben ist durch
{\displaystyle \arctan z=zF({\scriptstyle {\frac {1}{2}}},1;{\scriptstyle {\frac {3}{2}}};-z^{2}).}
Der Kettenbruch von Gauß kann auf diese Identität angewendet werden um den Kettenbruch zu erhalten
{\displaystyle \arctan z={\cfrac {z}{1+{\cfrac {(1z)^{2}}{3+{\cfrac {(2z)^{2}}{5+{\cfrac {(3z)^{2}}{7+{\cfrac {(4z)^{2}}{9+\ddots }}}}}}}}}},}
die zum Hauptzweig der inversen Tangensfunktion auf der Schnittebene konvergiert, wobei sich der Schnitt entlang der imaginären Achse von i bis zum Punkt im Unendlichen und von {\displaystyle -i} bis zum Punkt im Unendlichen erstreckt.
Dieser spezielle fortgesetzte Bruch konvergiert ziemlich schnell, wenn {\displaystyle z=1}, und ergibt den Wert {\displaystyle -i} bis auf sieben Dezimalstellen durch die neunte Konvergente. Die entsprechende Reihenentwicklung
{\displaystyle {\frac {\pi }{4}}={\cfrac {1}{1+{\cfrac {1^{2}}{2+{\cfrac {3^{2}}{2+{\cfrac {5^{2}}{2+\ddots }}}}}}}}=1-{\frac {1}{3}}+{\frac {1}{5}}-{\frac {1}{7}}\pm \cdots }
viel langsamer konvergiert, da mehr als eine Million Terme erforderlich sind, um eine Genauigkeit von sieben Dezimalstellen zu erzielen.
Variationen dieses Ausdrucks können genutzt werden um die Kettenbrüche weiterer Funktionen wie den natürlichen Logarithmus, der Arkussinusfunktion und die verallgemeinerte binomische Reihe.